# Csögle
Csögle is een plaats (község) en gemeente in het Hongaarse comitaat Veszprém. Csögle telt 729 inwoners (2001).